# L'École du micro d'argent
Albums de IAM
Ombre est lumière
(1993) Revoir un printemps
(2003)
L'École du Micro d'Argent est le troisième album studio du groupe de rap français IAM, sorti le 18 mars 1997 par les labels EMI, Delabel et Virgin.
Certifié disque d'or le jour même de sa sortie, alors l'équivalent de 100 000 exemplaires vendus, l'album demeure à ce jour le plus grand succès du groupe et le plus vendu de l'histoire du hip-hop/rap français.
Incluant des classiques tels que L'École du Micro d'Argent, Nés sous la même étoile, Petit frère, L’Empire du côté obscur et Demain, c'est loin, cet album est souvent considéré, tant par la presse spécialisée que par de nombreux amateurs, comme l'un des plus grands chefs-d'œuvre du rap français, voire comme le meilleur.

## Conception
Le groupe a rencontré plusieurs difficultés dans l’élaboration de L’École du micro d’argent. Nick Sansano, déjà présent pour Ombre est lumière, est aux manettes pour la première version enregistrée et mixée à New York. Seulement le groupe n’est pas satisfait du résultat,. Imhotep, dans Beatmakers S1 (1/10) : Imhotep pour IAM (2017), rappelle que « on avait eu tendance dans la première version de l’École du micro d’argent à refaire le même son qu’Ombre est lumière [...] Il a fallu qu’on se remette en question, et au niveau de la compo, même de l’écriture ils ont réécrit une bonne partie des titres après ça ». Au retour de New York, et après avoir réussi à convaincre Delabel, le groupe retourne donc en studio afin de l'améliorer. C’est le producteur Prince Charles Alexander (en) qui s’occupe de reprendre l’album à Paris,. Selon Olivier Cachin, « il a épuré le son pour lui donner un côté plus percutant, moins orchestré ». Certains textes sont repris par Akhenaton et Shurik’n, alors que Freeman (il n’était pas du déplacement à New York, ce qui est un point de tension au niveau du groupe là aussi) prend place pour la première fois officiellement comme rappeur.
Pour plusieurs morceaux, Kheops a utilisé des samples issus de sa collection personnelle de disques d'histoires : Goldorak, Star Wars, Fernandel, Tarzan, Lucky Luke, ou encore Ruy Blas.

## Analyse et description
Il s’ouvre avec le morceau-titre de l’album L’École du micro d’argent.
La journaliste Laure Narlian indique en 1997 dans un article du magazine Les Inrockuptibles que l'album affiche un « minimalisme sombre et dérangé, où l'humour côtoie le gouffre ». Elle note également que le succès du titre Je danse le Mia, deuxième single le plus vendu en France en 1994 et qui a fait connaître le groupe sous une certaine image de « rigolos sympathiques » auprès d'un public plus large que les amateurs de hip-hop, n'a pas fait adopter au groupe un travail qui aurait prolongé ce titre ; IAM ne donne pas dans une auto-caricature et continue dans sa propre ligne. La journaliste souligne un disque au ton grave, avec une grande qualité notamment dans l'écriture et les performances des rappeurs. Les membres du groupe indiquent que cette gravité est liée notamment à leur état d'esprit lors de la composition, lié à une actualité rude, notamment en termes d'évolution de la scène politique, ainsi qu'à une volonté d'aller vers des titres orientés vers le réalisme. Le groupe note en interview l'importance de ses engagements, notamment sociaux et opposés au racisme et au fascisme. Ses membres indiquent aussi en 1997 que la mythologie chinoise a une influence sur ce troisième album, après les mythologies égyptiennes et arabes pour les deux précédents.
IAM considère L’École du micro d’argent comme une « extension » de leur précédent album, Ombre est lumière, « celui qui a posé les jalons de tout ce qu’allait être le groupe dans les trente années suivantes. [...] Sur Ombre est lumière, on retrouve un plus grand nombre de nos facettes, c’est plus complet. »

## Accueil critique
Cet album est considéré comme un des meilleurs du rap français. L'album a souvent été cité comme une exception parmi ceux qui n'aiment pas IAM ou le rap français en général. La chanson de 9 minutes Demain, c'est loin, qui clôt l'album, est un classique du rap français. Plusieurs autres morceaux ont aussi un succès considérable : Nés sous la même étoile, L'Empire du côté obscur (référence à Star Wars dont la nouvelle trilogie venait d'être annoncée, sans un seul sample officiel malgré les apparences), ou encore Petit frère.
À sa sortie, en 1997, Laure Narlian (Les Inrockuptibles) évoque un « disque au ton résolument grave, doté d'une production très sobre mais dont la qualité, en termes d'écriture et de célérité verbale, dépasse toutes les attentes ». Le Monde y voit une « exceptionnelle réussite artistique » dans laquelle notamment Shurik'n est « souvent époustouflant » . Le Temps écrira plus tard que, à sa sortie, l'album s'imposa « comme une référence majeure, bouleversant à jamais l’histoire du rap français ».
Il a remporté le prix du meilleur album de l'année lors de l'édition 1998 des Victoires de la musique.
En 2012, Olivier Cachin, dans son top 10 des meilleurs albums, le considère comme « leur indépassable monument élevé à la gloire des mots, des sons, d’un hip-hop qui sait assumer sa schizophrénie rue/intellect. L’ambition est américaine, la production impeccable . ».
Julien Valnet, dans M.A.R.S. Histoires et légendes du hip-hop du marseillais (2013), estime qu’il est « très certainement le meilleur album de rap français de tous le temps avec Paris sous les bombes de  NTM ». 
En 2017, le journal Libération — pour qui l’album est « une référence majeure, unanimement considérée comme l’un des meilleurs albums de rap français - si ce n’est le meilleur » —, publie un long dossier pour les vingt ans de l’album (20 ans après, IAM ouvre son «Micro d’argent»).

## Demain, c’est loin
Demain, c'est loin est le morceau qui clôture l'album, il a une durée de 9 minutes et ne comporte ni couplet ni refrain. Akhénaton indiquait en 1997 que la volonté du groupe pour les titres de l'album était de les traiter à l'instar de « mini-documentaires »,.
En 2009, l'Abcdr du son classe ce titre premier de son classement des 100 classiques du rap français. Dans Rap français : une exploration en 100 albums (2016) Mehdi Maizi indique que ce morceau est « vu par beaucoup comme le morceau ultime ». Plus de vingt ans après sa sortie, Mouloud Achour déclare, en présence du groupe, dans l’émission de télévision Clique (IAM : Hier c'est loin, 2019) qu’« Y’en a toujours un sur lequel on se met d’accord, c’est Demain, c'est loin ».

## Ventes et certifications
Certifié disque de platine en décembre 1997, l’album se vend très bien. Dans M.A.R.S, histoires et légendes du hip-hop marseillais (2013), Julien Valnet souligne « L'École du micro d'argent est disque de diamant. Selon les sources, les chiffres de ventes oscillent entre 1,2 et 1,5 million de ventes ». D'autres avancent en 2024 le chiffre de 1,6 million. 
Au Canada, l'album est certifié disque d'or, le 31 mai 1999, pour 50 000 exemplaires vendus.

## Liste des pistes
Remarque : sur une seconde édition de l'album parue en 1998, Libère mon imagination est remplacée par Independenza.
| 1.    | L'École du micro d'argent                          | Imhotep, Kheops             | 3:52 |
| 2.    | Dangereux (featuring Bruizza et Rahzel)            | Akhenaton, Imhotep, Kheops  | 3:46 |
| 3.    | Nés sous la même étoile                            | Akhenaton, Imhotep, Kheops  | 3:50 |
| 4.    | La Saga (featuring Sunz Of Man)                    | Imhotep, Kheops             | 4:02 |
| 5.    | Petit frère                                        | Akhenaton, Imhotep, Kheops  | 4:44 |
| 6.    | Elle donne son corps avant son nom                 | Imhotep, Kheops             | 4:12 |
| 7.    | L'Empire du côté obscur                            | Imhotep, Kheops             | 4:27 |
| 8.    | Regarde                                            | Akhenaton, Imhotep          | 3:57 |
| 9.    | L'Enfer (featuring East et Fabe)                   | Akhenaton, Kheops, Shurik'n | 4:52 |
| 10.   | Quand tu allais, on revenait                       | Imhotep, Kheops             | 4:48 |
| 11.   | Chez le mac (featuring Nalini)                     | Imhotep, Kheops, Shurik'n   | 4:42 |
| 12.   | Un bon son brut pour les truands                   | Akhenaton, Imhotep, Kheops  | 3:50 |
| 13.   | Bouger la tête                                     | Imhotep, Kheops             | 4:43 |
| 14.   | Un cri court dans la nuit (featuring Daddy Nuttea) | Akhenaton, Imhotep, Kheops  | 3:52 |
| 15.   | Libère mon imagination                             | Akhenaton, Imhotep, Kheops  | 5:20 |
| 16.   | Demain, c'est loin                                 | Imhotep, Kheops, Shurik'n   | 9:00 |
| 73:56 |                                                    |                             |      |

| CD Bonus | CD Bonus                                   | CD Bonus        | CD Bonus | CD Bonus | CD Bonus | CD Bonus | CD Bonus | CD Bonus | CD Bonus |
| No       | Titre                                      | Producteurs     | Durée    |          |          |          |          |          |          |
| -------- | ------------------------------------------ | --------------- | -------- | -------- | -------- | -------- | -------- | -------- | -------- |
| 1.       | Hold-Up mental                             | Imhotep, Kheops | 4:53     |          |          |          |          |          |          |
| 2.       | Donne-moi le micro                         | Imhotep, Kheops | 4:35     |          |          |          |          |          |          |
| 3.       | Complexe                                   | Akhenaton       | 4:13     |          |          |          |          |          |          |
| 4.       | Il faut taper                              | Imhotep, Kheops | 5:17     |          |          |          |          |          |          |
| 5.       | Sans issues                                | Imhotep, Kheops | 4:56     |          |          |          |          |          |          |
| 6.       | Sales hypocrites                           | Imhotep, Kheops | 4:11     |          |          |          |          |          |          |
| 7.       | Doin' Our Thang (featuring Smooth Lordion) | Imhotep, Kheops | 4:21     |          |          |          |          |          |          |
| 8.       | La Réalité                                 | Akhenaton       | 3:39     |          |          |          |          |          |          |
| 9.       | C'est clair je suis sombre                 | Imhotep, Kheops | 4:26     |          |          |          |          |          |          |
| 10.      | La 25e image (remix)                       | Imhotep, Kheops | 5:31     |          |          |          |          |          |          |
| 46:02    |                                            |                 |          |          |          |          |          |          |          |

## Samples utilisés
- Nés sous la même étoile : Murder in the First (Christopher Young)
- Elle donne son corps avant son nom : I Hate I Walked Away (Syl Johnson)
- Chez le mac : Bills (The Counts)
- Un bon son brut pour les truands : Passacaglia (Yusef Lateef)
- Petit frère : C.R.E.A.M. (Wu-Tang Clan)
- La phrase d'introduction de L'empire du côté obscur est tirée d'une version audio du roman Vingt mille lieues sous les mers de Jules Verne sortie dans la collection Le Petit Ménestrel, dont la musique est composée par Maurice Jarre, et à laquelle participe Jean Gabin
- La saga : Memphis in June (Ramsey Lewis)
- L'enfer : Dirty Harry - End Titles (Lalo Schifrin) (extrait du film de Don Siegel L'Inspecteur Harry)

## Rééditions
Seize ans après la sortie de l'album, le 30 septembre 2013, sort la réédition de L'École du micro d'argent. Deux nouvelles versions de l'album sont alors mis en vente : une version limitée et une version digipack.
L'édition limitée réunit quatre CD : l'album original et trois CD contenant 43 titres bonus (faces B, raretés, remixes et versions instrumentales) dont une version originale inédite de Dangereux et une version démo de Demain, c'est loin. Cette édition est conditionnée dans un format beau livre de 80 pages, dans lequel se trouvent toutes les paroles des chansons, de nombreuses photos rares du groupe et une nouvelle interview du groupe recueillie en juillet 2013 évoquant la genèse de l'album.
L'édition digipack réunit trois CD : l'album original et deux CD contenant 25 titres bonus.
Une réédition vinyle (triple vinyle) sort le 18 décembre 2015. La réédition est signée Warner / Parlophone.
Elle fait suite à une forte demande des fans et surtout à une réédition pirate allemande au début de l'année 2015 qui imite grossièrement le visuel pour la pochette de l'album et dont le son est de qualité très médiocre.

## Classements
| Pays          | Meilleure position | Semaines dans le classement |
| ------------- | ------------------ | --------------------------- |
| France        | 3                  | 155                         |
| Belgique (Fr) | 5                  | 88                          |

## Célébrations
En 2017, le groupe IAM a effectué une tournée en France célébrant les vingt ans de cet album.